# NGC 1042

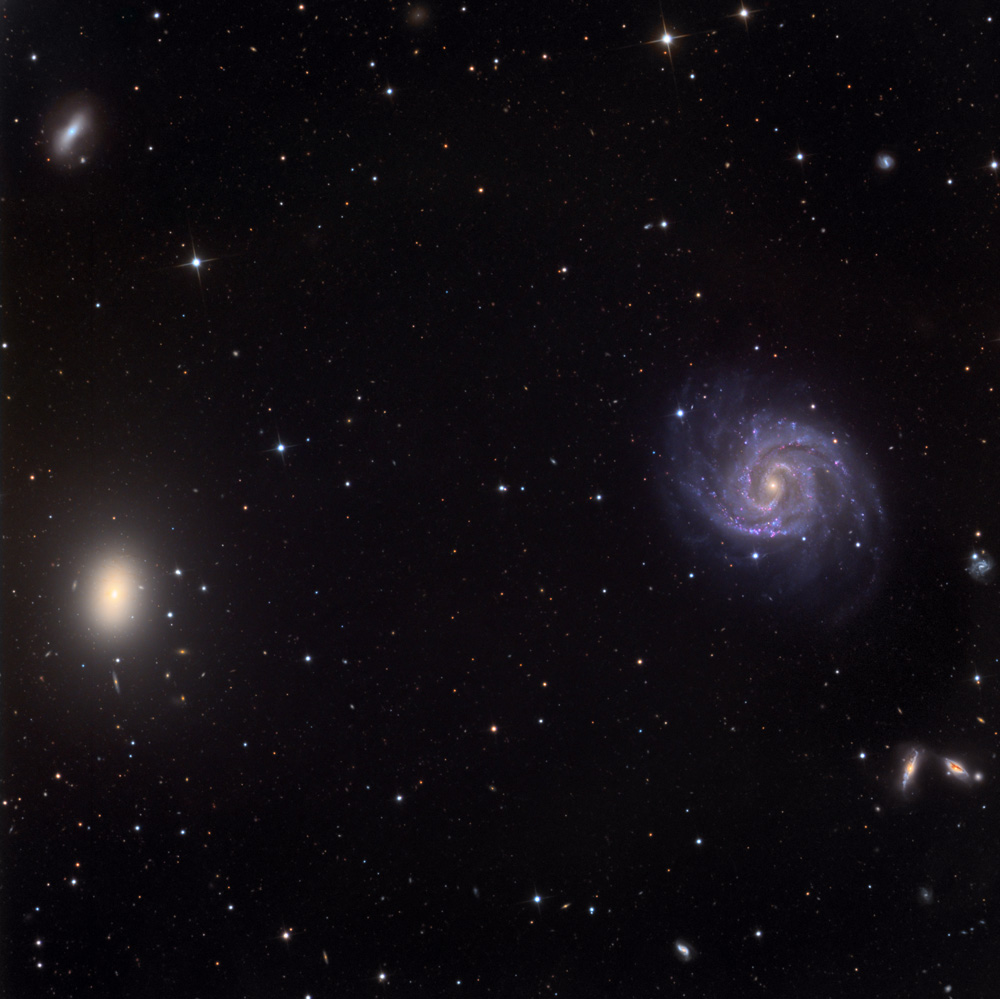
NGC 1042 (la galassia a spirale di destra), NGC 1052 (a sinistra), NGC 1048 (in basso, due galassie interagenti).

NGC 1042 è una galassia a spirale della costellazione della Balena.

## Gruppo di NGC 1084

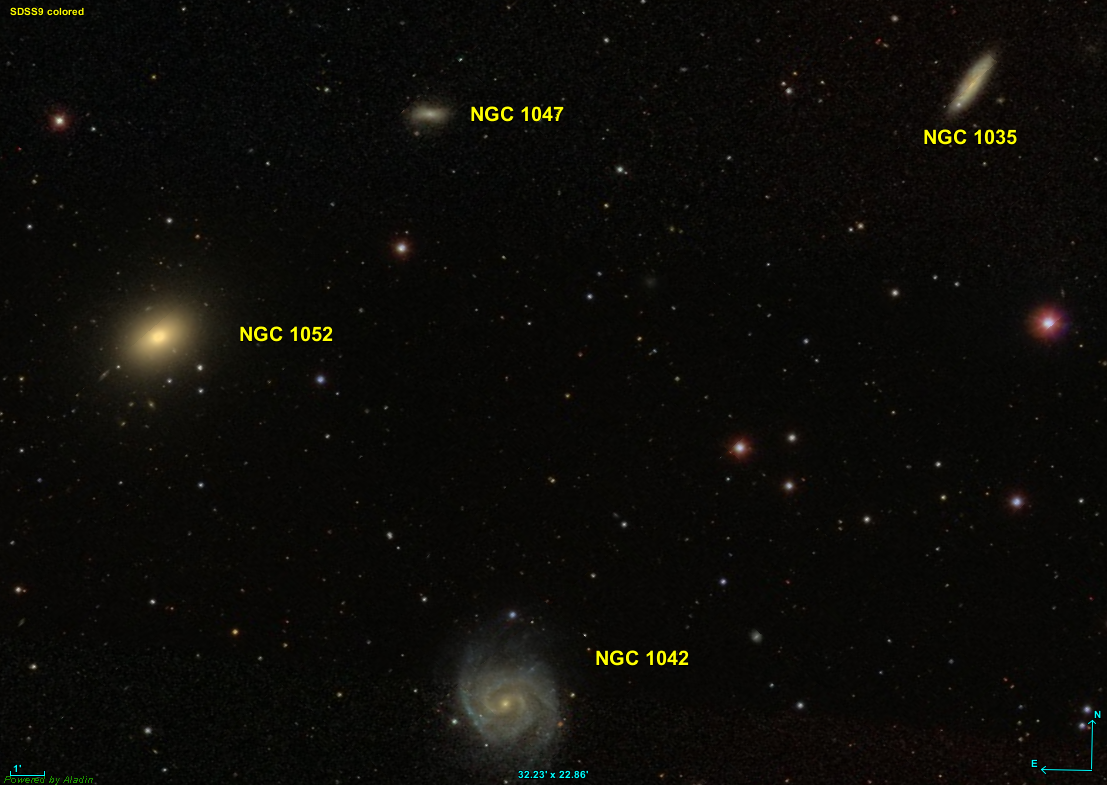
Il tripletto di galassie NGC 1035, NGC 1042 e NGC 1052 nelle immagini SDSS.

NGC 1042 fa parte del Gruppo di NGC 1084 che comprende almeno 14 galassie.
Le galassie componenti il gruppo, indicate nell'articolo di Garcia del 1993 e inserite nel New General Catalogue sono: NGC 988, NGC 991, NGC 1022, NGC 1035, NGC 1042, NGC 1047, NGC 1051 (=NGC 961), NGC 1052, NGC 1084, NGC 1110 e NGC 1140. Queste galassie, tranne NGC 1047 e NGC 1140, sono incluse anche nella lista pubblicata sul sito  Un Atlas de L'Univers di Richard Powell. Powell designa il raggruppamento come Gruppo di NGC 1052.
Secondo il database NASA/IPAC, NGC 1035, NGC 1042 e NGC 1052 fanno parte di un tripletto di galassie.